# Kırkağaç (district)
Kırkağaç is een Turks district in de provincie Manisa en telt 37.699 inwoners (2021). Het district heeft een oppervlakte van 549,4 km².
De bevolkingsontwikkeling van het district is weergegeven in onderstaande tabel.
| 1997   | 2007   | 2021   |
| ------ | ------ | ------ |
| 42.550 | 50.903 | 37.699 |